# Pape Maly Diamanka
Pape Maly Diamanka   (Dakar, 10 de gener de 1990) és un futbolista professional senegalès que juga com a centrecampista.